# Mathematische Struktur
Eine mathematische Struktur ist eine Menge mit bestimmten Eigenschaften. Diese Eigenschaften ergeben sich durch eine oder mehrere Relationen zwischen den Elementen (Struktur erster Stufe) oder den Teilmengen der Menge (Struktur zweiter Stufe). Diese Relationen und damit auch die Struktur, die sie definieren, können von sehr verschiedener Art sein. Eine solche Art lässt sich durch gewisse Axiome festlegen, die die definierenden Relationen zu erfüllen haben. Die wichtigsten großen Typen, in die sich Strukturen klassifizieren lassen, sind algebraische Strukturen, relationale Strukturen wie insbesondere Ordnungsstrukturen, sowie topologische Strukturen. Viele wichtige Mengen besitzen sogar mehrfache Strukturen, das heißt Mischstrukturen aus diesen Grundstrukturen. Zum Beispiel haben Zahlbereiche sowohl eine algebraische, eine Ordnungs- als auch eine topologische Struktur, die miteinander verbunden sind. Daneben gibt es auch noch geometrische Strukturen.

## Algebraische Strukturen
Eine algebraische Struktur oder kurz eine (allgemeine) Algebra ist eine Struktur (erster Stufe), die nur durch eine oder mehrere Verknüpfungen definiert ist (als Funktionen sind Verknüpfungen spezielle Relationen).

### Strukturen mit einer inneren Verknüpfung: Gruppen und ähnliche

Eine hierarchische Zusammenstellung der grundlegenden algebraischen Strukturen

Die fundamentalen algebraischen Strukturen besitzen eine oder zwei zweistellige innere Verknüpfungen. Die Taxonomie, also die Klassifizierung dieser Strukturen, richtet sich danach, welche der folgenden Gruppenaxiome in der Menge {\displaystyle M} bezüglich der Verknüpfung {\displaystyle \circ } gelten:
(E) Existenz und Eindeutigkeit (auch Abgeschlossenheit): {\displaystyle \forall a,b\in M:a\circ b\in M.}
(A) Assoziativgesetz: {\displaystyle \forall a,b,c\in M:(a\circ b)\circ c=a\circ (b\circ c).}
(N) Existenz eines neutralen Elements: {\displaystyle \exists e\in M:\forall a\in M:a\circ e=e\circ a=a.}
(I) Existenz eines inversen Elements: {\displaystyle \forall a\in M:\exists a^{-1}\in M:a\circ a^{-1}=a^{-1}\circ a=e.}
(K) Kommutativgesetz: {\displaystyle \forall a,b\in M:a\circ b=b\circ a.}
(Ip) Idempotenzgesetz: {\displaystyle \forall a\in M:a\circ a=a.}
Die folgenden Strukturen mit einer zweistelligen inneren Verknüpfung verallgemeinern oder spezialisieren den fundamentalen Begriff der Gruppe:
| Name                         | Axiome | Beschreibung |
| ---------------------------- | ------ | --- |
| Gruppoid (auch Magma)        | E      | Eine Menge mit zweistelliger innerer Verknüpfung. |
| Halbgruppe                   | EA     | Ein Gruppoid mit Assoziativgesetz. Beispiel: {\displaystyle (\mathbb {N} ,+)}. |
| Halbverband                  | EAKIp  | Eine Halbgruppe mit Kommutativgesetz und Idempotenzgesetz. Beispiel: {\displaystyle (\mathbb {N} ,{\text{max}}).} |
| Monoid                       | EAN    | Eine Halbgruppe mit einem neutralen Element {\displaystyle e}. Beispiel: {\displaystyle (\mathbb {N} _{0},+)} mit {\displaystyle e=0}. |
| Loop mit Inverseneigenschaft | ENI    | Ein Gruppoid mit neutralem Element, in dem es zu jedem Element ein (eindeutiges) Inverses gibt. |
| Gruppe                       | EANI   | Gleichzeitig ein Monoid und eine Quasigruppe. Gruppen wurden Anfang des 19. Jahrhunderts zur Beschreibung von Symmetrien eingeführt und haben sich als fundamental für den gesamten Aufbau der Algebra erwiesen. Beispiele für Zahlbereiche, die eine Gruppe bilden: {\displaystyle (\mathbb {Z} ,+)}, {\displaystyle (\mathbb {Q} \setminus \lbrace 0\rbrace ,\cdot )}. Beispiele für Transformationsgruppen, die Symmetrien beschreiben: die Punktgruppen zur Beschreibung von Molekülsymmetrien, die symmetrischen Gruppen zur Beschreibung von Permutationen, die Lie-Gruppen zur Beschreibung kontinuierlicher Symmetrien. |
| Abelsche Gruppe              | EANIK  | Eine Gruppe mit kommutativer Verknüpfung. |

### Strukturen mit zwei inneren Verknüpfungen

#### Ringe, Körper und ähnliche
Die folgenden Strukturen haben zwei innere Verknüpfungen, die gewöhnlich als Addition und Multiplikation geschrieben werden; diese Strukturen sind von den Zahlbereichen (wie {\displaystyle \mathbb {Z} }, {\displaystyle \mathbb {Q} }, {\displaystyle \mathbb {R} }) abstrahiert, mit denen man gewöhnlich rechnet. Die Verträglichkeit der multiplikativen mit der additiven Verknüpfung wird durch folgende Axiome sichergestellt:
(Dl) Links-Distributivgesetz: {\displaystyle \forall a,b,c\in M:a\cdot (b+c)=a\cdot b+a\cdot c}.
(Dr) Rechts-Distributivgesetz: {\displaystyle \forall a,b,c\in M:(a+b)\cdot c=a\cdot c+b\cdot c}.
(D) Distributivgesetz: es gelten Dl und Dr.
Weitere Axiome, die beide Verknüpfungen betreffen, sind:
(U) Die neutralen Elemente bezüglich der Addition und der Multiplikation, {\displaystyle 0} und {\displaystyle 1}, sind nicht gleich.
(T) Nullteilerfreiheit: Wenn {\displaystyle 0} das neutrale Element der additiven Verknüpfung bezeichnet, dann folgt aus {\displaystyle a\cdot b=0} für alle {\displaystyle a,b} aus {\displaystyle M}, dass {\displaystyle a=0} oder {\displaystyle b=0} gilt.
(I*) Für jedes Element, mit Ausnahme des neutralen Elements der additiven Verknüpfung, existiert das inverse Element bezüglich der multiplikativen Verknüpfung. Formal: {\displaystyle \forall a\in M\setminus \lbrace 0\rbrace :\exists a^{-1}\in M:a\cdot a^{-1}=a^{-1}\cdot a=e}.
Die jeweils gültigen Axiome sind im Folgenden in der Reihenfolge (additive Axiome | multiplikative Axiome | gemischte Axiome) gekennzeichnet.
- Halbring: Axiome (EA|EA|D) zwei Halbgruppen

- Dioid: Axiome (EAN|EAN|D) zwei Monoide

- Fastring: Axiome (EANI|EA|Dr): Eine additive Gruppe, eine multiplikative Halbgruppe und das Rechts-Distributivgesetz.

- (Links-)Quasikörper: Axiome (EANIK|ENI|DlU): Eine additive abelsche Gruppe, eine multiplikative Loop.

- Ring: Axiome (EANIK|EA|D): Eine additive abelsche Gruppe, eine multiplikative Halbgruppe.

- Kommutativer Ring: Axiome (EANIK|EAK|D): Ring mit kommutativer Multiplikation.

- Ring mit Eins oder unitärer Ring: Axiome (EANIK|EAN|D): Ring mit neutralem Element der Multiplikation.

- Nullteilerfreier Ring: Axiome (EANIK|EA|DT): Ring, in dem aus {\displaystyle a\cdot b=0} folgt, dass {\displaystyle a=0} oder {\displaystyle b=0}.

- Integritätsbereich: Axiome (EANIK|EANK|DTU): Kommutativer, unitärer, nullteilerfreier Ring mit {\displaystyle 1\neq 0}.

- Halbkörper: Axiome (EA|EANI*|D) Halbring mit multiplikativer Gruppe auf der Menge (ohne die {\displaystyle 0} falls diese existiert).

- Alternativkörper: Axiome (EANIK|ENI*|DTU): Unitär, nullteilerfrei, {\displaystyle 1\neq 0} und mit multiplikativem Inversen, außer für das Element {\displaystyle 0}. Anstelle des Assoziativgesetzes tritt die Alternativität der Multiplikation.

- (Rechts-)Fastkörper: Axiome (EANI(k)|EANI*|DrTU) Fastring mit multiplikativer Gruppe auf der Menge ohne die {\displaystyle 0}. Die Addition jedes Fastkörpers ist kommutativ.

- Schiefkörper: Axiome (EANIK|EANI*|DTU): Unitärer, nullteilerfreier Ring mit {\displaystyle 1\neq 0} und mit multiplikativem Inversen, außer für das Element {\displaystyle 0}.

- Körper: Axiome (EANIK|EANI*K|DTU): Kommutativer Schiefkörper, Integritätsbereich mit multiplikativem Inversen, außer für das Element {\displaystyle 0}. Jeder Körper ist auch ein Vektorraum (mit sich selbst als zugrunde liegendem Skalarkörper). Wenn man in dem Körper eine Norm oder ein Skalarprodukt definiert, erhält ein Körper dadurch die topologischen Eigenschaften eines normierten Raums oder eines Innenproduktraums. Siehe dazu unten. Beispiele: die Zahlbereiche {\displaystyle \mathbb {Q} }, {\displaystyle \mathbb {R} } und {\displaystyle \mathbb {C} }.

Wichtige Teilmengen sind:
- Ideale, s. Ideal (Mathematik).

#### Verbände, Mengenalgebren und ähnliche
Ein Verband ist eine algebraische Struktur, deren zwei innere Verknüpfungen im allgemeinen Fall nicht als Addition und Multiplikation aufgefasst werden können:
(V) Verschmelzungsgesetze (auch Absorptionsgesetze genannt): {\displaystyle a\cap (a\cup b)=a} und {\displaystyle a\cup (a\cap b)=a}.
Mit diesem Axiom erhalten wir als Strukturen:
- Verband: Axiome (EAK (bezüglich {\displaystyle \cup })|EAK (bezüglich {\displaystyle \cap })|V).
- Distributiver Verband: Axiome (EAK (bezüglich {\displaystyle \cup })|EAK (bezüglich {\displaystyle \cap })|V,D).

In einem distributiven Verband muss man nur eines der beiden Verschmelzungsgesetze fordern; das andere folgt dann aus dem Distributivgesetz.
Eine Boolesche Algebra ist ein Verband, in dem die beiden Verknüpfungen je ein neutrales Element haben, {\displaystyle a\cup 0=a} und {\displaystyle a\cap 1=a}, und in dem jedes Element ein bezüglich beider Verknüpfungen übereinstimmendes Komplement hat,
(C) Existenz eines Komplements: zu jedem {\displaystyle a} gibt es ein {\displaystyle \lnot a}, für das gilt {\displaystyle a\cup \lnot a=1} und {\displaystyle a\cap \lnot a=0}.
Beachte, dass das Komplement nicht inverses Element ist, da es das neutrale Element der jeweils anderen Verknüpfung liefert.
- Boolesche Algebra: Axiome (EAKN (bezüglich {\displaystyle \cup })|EAKN (bezüglich {\displaystyle \cap })|V,D,C).
- Mengenalgebra: eine Boolesche Algebra, deren Elemente Mengen sind, nämlich Teilmengen einer Grundmenge {\displaystyle X}, mit den Mengenoperatoren {\displaystyle \cup } und {\displaystyle \cap } als Verknüpfungen, mit dem Nullelement {\displaystyle \emptyset } und dem Einselement {\displaystyle X}.
- σ-Algebra: eine bezüglich abzählbar-unendlicher Verknüpfungen abgeschlossene Mengenalgebra.
- Messraum und Maßraum sind spezielle σ-Algebren.
- Borel-Algebra macht einen topologischen Raum zum Maßraum: sie ist die kleinste σ-Algebra, die eine gegebene Topologie enthält.

- Zweiwertige Boolesche Algebra: hat nur die Elemente {\displaystyle 0} und {\displaystyle 1}.

### Strukturen mit innerer und äußerer Verknüpfung: Vektorräume und ähnliche
Diese Strukturen bestehen aus einem additiv geschriebenen Magma (zumeist einer abelschen Gruppe) {\displaystyle V} und einem Zahlbereich (einer Struktur mit zwei inneren Verknüpfungen, zumeist einem Körper) {\displaystyle K}, dessen Gruppenaktion auf {\displaystyle V} als Linksmultiplikation {\displaystyle \ast \colon K\times V\to V} oder als Rechtsmultiplikation {\displaystyle \ast \colon V\times K\to V} geschrieben und (von {\displaystyle V} aus gesehen) als äußere Verknüpfung aufgefasst wird. Die Elemente von {\displaystyle K} heißen Skalare, die äußere Verknüpfung dementsprechend auch Skalarmultiplikation. Sie genügt den folgenden Verträglichkeitsaxiomen (in Notation für Linksmultiplikation):
(AL) Assoziativgesetz: für {\displaystyle a,b} aus {\displaystyle K} und {\displaystyle v} aus {\displaystyle V} gilt {\displaystyle (a\cdot b)\ast v=a\ast (b\ast v)}.
(DL) Distributivgesetze: für {\displaystyle a,b} aus {\displaystyle K} und {\displaystyle v,w} aus {\displaystyle V} gilt {\displaystyle a\ast (v+w)=a\ast v+a\ast w} und {\displaystyle (a+b)\ast v=a\ast v+b\ast v}.
Damit erhalten wir folgende Strukturen in der Notation ({\displaystyle V} | {\displaystyle K} | Verträglichkeitsaxiome):
- Linksmodul: (Abelsche Gruppe | Ring | AL,DL).
- Rechtsmodul: (Abelsche Gruppe | Ring | AR,DR) mit Skalarmultiplikation von rechts statt von links.
- Modul: (Abelsche Gruppe | kommutativer Ring | ALR,DLR) mit austauschbarer Links- oder Rechtsmultiplikation.
- Linksvektorraum: (Abelsche Gruppe | Schiefkörper | AL,DL).
- Rechtsvektorraum: (Abelsche Gruppe | Schiefkörper | AR,DR) mit Skalarmultiplikation von rechts statt von links.
- Vektorraum: (Abelsche Gruppe | Körper | ALR,DLR) mit austauschbarer Links- oder Rechtsmultiplikation.

### Zusätzliche algebraische Struktur auf Vektorräumen

Beziehungen zwischen mathematischen Räumen

- K-Algebra: Algebra über einem Körper: Vektorraum mit zusätzlicher bilinearer Verknüpfung, {\displaystyle [\cdot ,\cdot ]\colon V\times V\rightarrow V}.

- Lie-Algebra: Vektorraum mit der Lie-Klammer als zusätzlicher antisymmetrischer bilinearen Verknüpfung, {\displaystyle [\cdot ,\cdot ]\colon V\times V\rightarrow V}.

- assoziative Algebra: Vektorraum mit einer assoziativen bilinearen Verknüpfung, {\displaystyle V\times V\rightarrow V}.

Die im Folgenden eingeführten inneren Verknüpfungen Skalarprodukt und Norm verhelfen einem Vektorraum (das kann insbesondere auch ein als Vektorraum aufzufassender Körper sein) zu einer topologischen Struktur.
- Ein Bilinearraum ist fast ein Innenproduktraum (siehe unten) – außer dass das innere Produkt nicht positiv definit sein muss. Wichtiges Beispiel ist der Minkowski-Raum der speziellen Relativitätstheorie.

- Innenproduktraum: Vektorraum mit einem Skalarprodukt (einer positiv definiten Bilinearform nach {\displaystyle \mathbb {R} } beziehungsweise Sesquilinearform nach {\displaystyle \mathbb {C} }) {\displaystyle \langle \cdot ,\cdot \rangle \colon V\times V\rightarrow K}. Der Euklidische Raum {\displaystyle \mathbb {R} ^{n}} ist ein spezieller Innenproduktraum.

- unitärer Raum: Innenproduktraum über {\displaystyle \mathbb {C} }, dessen Skalarprodukt eine Hermitesche Form ist.

- normierter Raum: Vektorraum mit einer Norm {\displaystyle \|\cdot \|\colon V\rightarrow K}.

- lokalkonvexer Raum: Vektorraum mit einem System {\displaystyle {\mathcal {P}}} von Halbnormen. Jeder normierte Raum ist ein lokalkonvexer Raum mit {\displaystyle {\mathcal {P}}=\{\|\cdot \|\}}.

| Vektorraum mit | allgemein                         | + Vollständigkeit  |
| -------------- | --------------------------------- | ------------------ |
| Metrik         | metrischer Raum                   | vollständiger Raum |
| Norm           | normierter Raum                   | Banachraum         |
| Skalarprodukt  | Prähilbertraum (Innenproduktraum) | Hilbertraum        |

Nach unten und nach rechts nimmt die Spezialisierung der Vektorräume zu. Die in der Tabelle unten stehenden Vektorräume weisen die Eigenschaften der darüberstehenden auf, da ein Skalarprodukt eine Norm induziert {\displaystyle \left\|v\right\|={\sqrt {\left\langle v,v\right\rangle }}} und eine Norm einen Abstand {\displaystyle d(v,w)=\left\|v-w\right\|}.

## Ordnungsstrukturen
Eine Ordnungsstruktur ist eine Struktur (erster Stufe), die mit einer Ordnungsrelation ausgestattet ist, d. h., sie ist eine relationale Struktur oder kurz ein Relativ.
- Quasiordnung: reflexiv und transitiv. Beispiel: Für {\displaystyle a,b} aus {\displaystyle \mathbb {C} } gilt {\displaystyle a~R~b} falls {\displaystyle |a|\leq |b|} (s. Absolutbetrag).

- Teilordnung (partielle Ordnung, Halbordnung. Achtung: manchmal einfach Ordnung genannt): reflexiv, antisymmetrisch und transitiv. Beispiele: Die Teilmengenrelation in einer Potenzmenge; die Relation „komponentenweise kleinergleich“ auf dem Vektorraum {\displaystyle \mathbb {R} ^{n}}.

- strenge Halbordnung: irreflexiv und transitiv. Beispiele: Die Relation „Echte Teilmenge“ in einer Potenzmenge; die Relation „komponentenweise kleinergleich, aber nicht gleich“ auf dem Vektorraum {\displaystyle \mathbb {R} ^{n}}.

- totale Ordnung (lineare Ordnung): totale Halbordnung. Beispiel: „Kleinergleich“ auf {\displaystyle \mathbb {Z} }.

- strenge Totalordnung: total, irreflexiv und transitiv. Beispiel: „Kleiner“ auf {\displaystyle \mathbb {Z} }.

- fundierte Ordnung: eine Halbordnung, bei der jede nichtleere Teilmenge ein minimales Element besitzt. Beispiel: Die Relation „Gleich oder Element von“ in einer Menge von Mengen.

- Wohlordnung: totale Ordnung, bei der jede nichtleere Teilmenge ein minimales Element besitzt. Beispiel: „Kleiner“ auf {\displaystyle \mathbb {N} }.

## Topologische Strukturen
Der geometrische Begriff des Abstands (der Metrik) ermöglicht es, in metrischen Räumen das grundlegende Konzept der modernen Analysis, die Konvergenz, zu handhaben. Topologische Räume sind aus dem Bemühen hervorgegangen, die Konvergenz in einem allgemeinen Sinne zu behandeln (jeder metrische Raum ist ein topologischer Raum mit der Topologie, die durch die Metrik induziert wird). Die verschiedenen topologischen Räume, sie lassen sich durch ihre möglichen lokalen Strukturen klassifizieren, erhalten ihre Struktur durch die Auszeichnung bestimmter Teilmengen als offen oder, äquivalent dazu, als abgeschlossen (Strukturen zweiter Stufe).

## Geometrische Strukturen
Eine geometrische Struktur kommt durch Eigenschaften wie der Kongruenz von Figuren zum Ausdruck. Ihre Klassifikation nach den gültigen Axiomen (vergleiche die Artikel Geometrie, Euklidische Geometrie, Euklids Elemente):
- Projektive Geometrie
- Affine Geometrie
- Absolute Geometrie: Jede Geometrie, in der die ersten vier der fünf Euklidischen Postulate gelten (genauer: die Hilbertschen Axiome mit Ausnahme des Parallelenaxioms).
- Euklidische Geometrie: Absolute Geometrie, in der das Parallelenpostulat gilt. Oder auch: Geometrie, in der alle Hilbertschen Axiome gelten.
- Nichteuklidische Geometrie: Absolute Geometrie, in der das Parallelenpostulat nicht gilt. Oder auch: Geometrie, in der die Hilbertschen Axiome der Gruppen I, II, III und V sowie die Negation des Parallelenaxioms gelten.

Ihre Klassifikation nach den Transformationsgruppen, unter denen bestimmte geometrische Eigenschaften invariant bleiben (Felix Klein, Erlanger Programm):
- Projektive Geometrie, Invarianten: Punkt, Gerade.
- Affine Geometrie, zusätzliche Invarianten: Parallelität, Teilverhältnis, Flächeninhaltsverhältnis.
- Ähnlichkeitsgeometrie, zusätzliche Invarianten: Streckenverhältnis, Winkel.
- Kongruenzgeometrie, zusätzliche Invariante: Streckenlänge.

## Zahlbereiche
Zahlbereiche sind die Mengen, mit denen man gewöhnlich rechnet. Grundlage ist die Menge der natürlichen Zahlen. Als algebraische Verknüpfung dienen Addition und Multiplikation. Indem man fordert, dass auch die Umkehroperationen Subtraktion und Division stets möglich sein sollen, erweitert man die Menge der natürlichen Zahlen zur Menge der ganzen Zahlen und zur Menge aller Brüche. Die reellen Zahlen werden als Grenzwerte von Zahlenfolgen eingeführt; sie ermöglichen (unter anderem) das Wurzelziehen aus beliebigen positiven Zahlen. Die Wurzeln aus negativen Zahlen führen auf die komplexen Zahlen.
- Die Menge der natürlichen Zahlen {\displaystyle \mathbb {N} } dient dem Abzählen und steht ganz am Anfang des axiomatischen Aufbaus der Mathematik. Im Folgenden soll die Null {\displaystyle 0} nicht in {\displaystyle \mathbb {N} } enthalten sein, die entgegengesetzte Konvention ist aber auch üblich. {\displaystyle (\mathbb {N} ,+)} und {\displaystyle (\mathbb {N} ,\cdot )} sind kommutative Halbgruppen. Addition und Multiplikation sind, wie auch bei allen anderen Zahlbereichen, distributiv.

- Die Menge der ganzen Zahlen {\displaystyle \mathbb {Z} } entsteht aus {\displaystyle \mathbb {N} }, indem man die Null als neutrales Element sowie negative Zahlen als Inverse bezüglich der Addition konstruiert. {\displaystyle (\mathbb {Z} ,+)} ist eine abelsche Gruppe mit dem neutralen Element {\displaystyle 0} und {\displaystyle (\mathbb {Z} ,\cdot )} ist ein kommutatives Monoid mit dem neutralen Element {\displaystyle 1}. {\displaystyle (\mathbb {Z} ,+,\cdot )} ist ein kommutativer Ring mit Eins.

- Die Menge der positiven Brüche {\displaystyle \mathbb {Q} ^{+}} entsteht aus {\displaystyle \mathbb {N} }, indem man Bruchzahlen als Inverse bezüglich der Multiplikation konstruiert. {\displaystyle (\mathbb {Q} ^{+},\cdot )} ist daher eine Gruppe und {\displaystyle (\mathbb {Q} ^{+},+)} ist eine Halbgruppe (beide kommutativ).

- Die Menge der Brüche oder rationalen Zahlen {\displaystyle \mathbb {Q} } entsteht aus {\displaystyle \mathbb {Q} ^{+}} durch Hinzunahme des neutralen Elements und der Inversen bezüglich der Addition oder aus {\displaystyle \mathbb {Z} } durch Hinzunahme der Inversen bezüglich der Multiplikation. {\displaystyle (\mathbb {Q} ,+)} und {\displaystyle (\mathbb {Q} \setminus \{0\},\cdot )} sind abelsche Gruppen, Addition und Multiplikation sind distributiv. {\displaystyle \mathbb {Q} } ist ein Körper.

- Die Menge der reellen Zahlen {\displaystyle \mathbb {R} } entsteht aus {\displaystyle \mathbb {Q} } durch topologische Vervollständigung: eine reelle Zahl ist eine Äquivalenzklasse rationaler Cauchy-Folgen. {\displaystyle \mathbb {R} } ist ein Körper.

- Die Menge der komplexen Zahlen {\displaystyle \mathbb {C} } besteht aus Paaren reeller Zahlen {\displaystyle (a,b)}, die in der Schreibweise {\displaystyle a+bi} mit {\displaystyle i^{2}=-1} den üblichen Rechengesetzen genügen. In {\displaystyle \mathbb {C} } ist jede algebraische Gleichung auflösbar. {\displaystyle \mathbb {C} } ist ein Körper.

- Quaternionen, Cayley-Zahlen und darüber hinaus erweiterte Zahlenbereiche sind nicht mehr kommutativ bezüglich der Multiplikation.

Wichtig sind ferner einige eingeschränkte Zahlbereiche:
- Der Restklassenring {\displaystyle \mathbb {Z} _{m}} ist die Einschränkung der ganzen Zahlen auf die Menge {\displaystyle \{0,1,\ldots ,m-1\}}. Alle Rechenoperationen werden modulo {\displaystyle m} ausgeführt. {\displaystyle \mathbb {Z} _{m}} ist ein Ring; wenn {\displaystyle m} eine Primzahl ist, sogar ein Körper. In maschinennahen Programmiersprachen werden vorzeichenlose ganze Zahlen als Restklassenringe zum Beispiel mit {\displaystyle m=2^{16}} oder {\displaystyle m=2^{32}} dargestellt.